# Собор Ла Сео
Собо́р Богоявле́ния Спаси́теля (исп. Catedral del Salvador en su Epifanía), также Собор Спасителя (исп. Catedral del Salvador de Zaragoza, араг. Seu d'o Salvador de Zaragoza) или Ла Сео (исп. La Seo, араг. A Seu) — римско-католический собор в Сарагосе, автономное сообщество Арагон, Испания.
Собор Ла Сео расположен на одноимённой площади (Plaza de la Seo), недалеко от второго столичного собора — Нуэстра-Синьора-дель-Пилар, называемого также el Pilar (столп, как отсылка к предполагаемому явлению девы Марии, когда как сокращение la Seo связывают с испанским произношением епископского престола). Оба собора, Ла Сео и Дель Пилар, являются кафедральными, решение о сокафедральных соборах было принято римским папой Климентом X, желавшим прекратить споры за статус.

## История
Известно, что в античные времена на месте собора располагался форум Цезаравгусты (в настоящее время музей форума находится под площадью де-ла-Сео). Когда в VIII веке Сарагоса была завоёвана маврами, на месте форумы была построена главная городская мечеть тайфы. Мечеть Сарагусты-аль-Байда (так был переименован город, исп. Saraqusta al Baida) считается одной из старейших в Аль-Андалусии, она дважды достраивалась (в IX и XI веках), а её вход располагался там же, где вход в современный собор. Во время реставрации 1998 года были обнаружены некоторые элементы этой древней мечети (фрагменты внешней стены минарета, пола и михраб).
В мае 1118 года король Арагона Альфонсо I Воитель начал осаду Сарагосы, которая завершилась 18 декабря того же года, и город снова перешёл под контроль христиан. Местное мусульманское население в течение следующего года было обязано покинуть город, а мечеть была закрыта и реконструирована. 4 октября 1121 года её бывшее здание было освящено как церковь Святого Спасителя (исп. San Salvador).
В 1140 на месте полуразрушенной церкви началось строительство собора. Новый храм был каменным, в позднероманском стиле, по типу базилики с тремя нефами, украшенными полукруглыми апсидами. По архивным данным, при храме были предусмотрены трапезная, родильный дом и два монастыря. От этого собора до наших дней сохранились две романские апсиды и несколько скульптур в алтарной части.

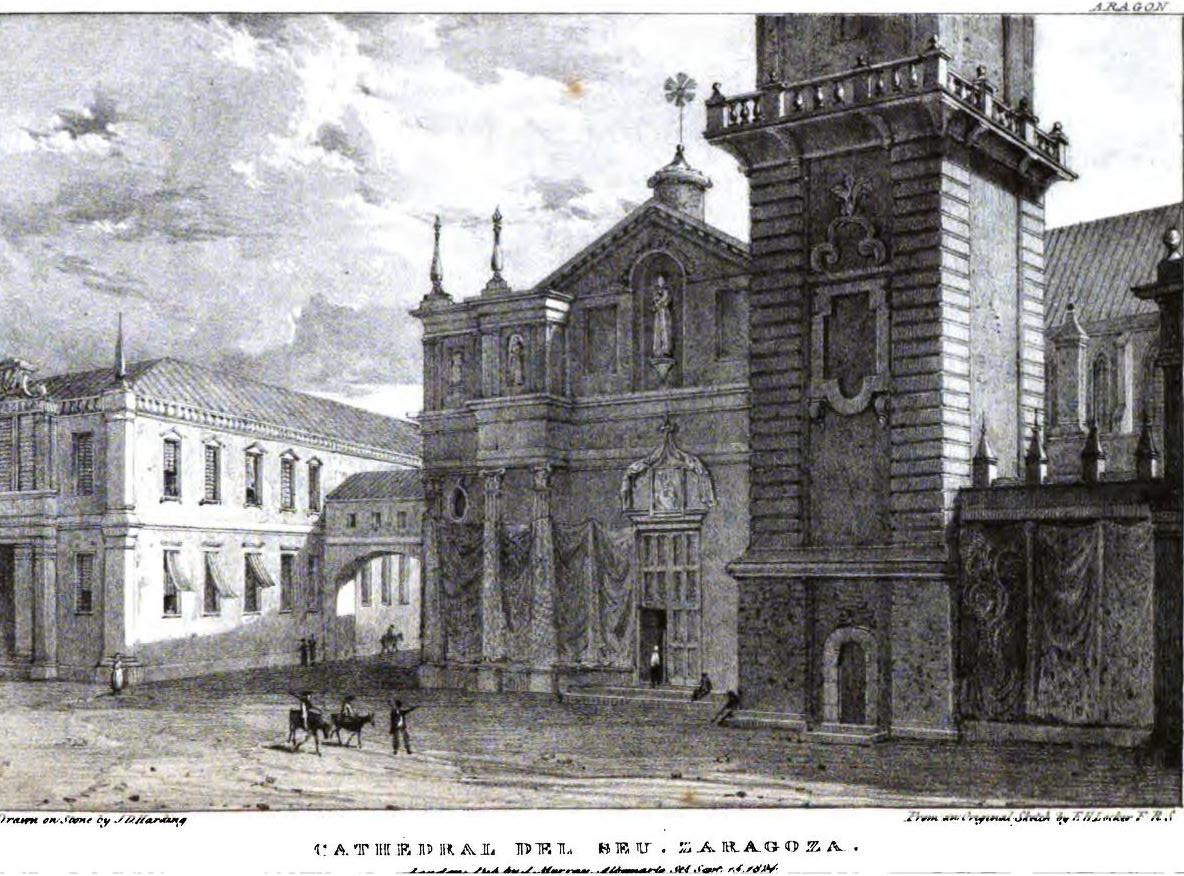
Собор Ла Сео Эдвард Локер
(«Виды Испании», 1824 год).

С 1204 года до начала XV века в новом соборе проводилась коронация всех арагонских правителей (после короли приносили только присягу), а также обряды крещения, венчания и отпевания членов королевской семьи. Когда в 1318 году кафедра Сарагосы, до того времени бывшая епископством-суффраганством архиепархии Таррагоны, получила статус архиепархии-митрополии (буллой Romanus Pontifex римского папы Иоанна XII от 18 июля 1318 года), собор Ла Сео стал главным собором архиепископства. В 1346 году была начата перестройка собора: для дополнительного освещения алтарной части был возведён купол в стиле мудехар. В 1360 году по приказу архиепископа Лопе Фернандеса де Луны в том же стиле был построен фасад входа со стороны улицы Пабострия (la Pabostría) и пристроена капелла Архангела Михаила (так называемая la Parroquieta — Паррокиэта). В это же время в архитектуре собора появились элементы готического стиля: нынешние центральные нефы с витражными окнами.
В начале XV века купол рухнул, и по приказу антипапы Бенедикта XIII была начата очередная реконструкция собора: были приподняты романские апсиды, по бокам от них добавлены две башни и построен новый купол, напоминающий по форме папскую тиару. В 1686 году была разобрана ветхая колокольня в стиле мудехар, на месте которой в 1703 году было начато строительство новой в стиле итальянского барокко по проекту архитектора Жан-Баттиста Контини. В том же стиле, но с элементами классицизма в XVIII веке был обновлён фасад. Последняя реконструкция собора была начата в 1975 и длилась 23 года. 11 ноября 1998 года собор Ла Сео был торжественно открыт королём Испании Хуаном Карлосом I и его супругой Софией.

## Структура и состояние

### Экстерьер
В настоящее время собор представляет собой церковь, состоящую из пяти нефов и шести пролётов, покрытых нервюрными сводами. Нефы поддерживаются контрфорсами, которые в характерном для поздней готики стиле закрыты стенами и образуют внутренние капеллы. Средокрестие увенчано двухуровневым куполом (нижний уровень имеет форму прямоугольника, верхний — восьмиугольника), сочетающим в себе стили мудехар, готики и ренессанса (орнамент). Нервюры свода, тянущиеся от каждого из углов верхнего уровня образуют восьмиугольную звезду. В нишах барабана купола расположены статуи арагонских святых.
Колокольня в стиле римского барокко представляет собой четырёхэтажную башню высотой 90 метров. Проект был разработан итальянским архитектором Жан-Баттиста Контини в 1683 году (что примечательно, Контини ни разу не был в Сарагосе, поэтому не видел окончательный вариант колокольни), строительство началось в 1703 году. В 1787 году на втором этаже башни были установлены часы. Первый этаж башни каменный, остальные кирпичные. Скульптуры (украшающие часы и фасад), орнамент, балюстрада и прочие элементы сделаны из известняка.
Завершают ансамбль собора галерея и Дом настоятеля, который находится на другой стороне улицы, недалеко от входа святого Варфоломея. В 1293 году было принято решение построить коридор-галерею, соединяющий смежный с собором дом приора и дом настоятеля. В 1587 году в галерее появилась смотровая площадка с тремя большими окнами в стиле платереско-мудехар, выходящими на площадь святого Бруно (Plaza de San Bruno). В дальнейшем галерея была украшена глиняной лепниной, напоминающей убранство дверей и окон дворца Альхаферия.
На северной стороне собора находятся две апсиды, сохранившиеся от романского собора XII века и внешняя стена погребальной капеллы святого Михаила (так называемая Паррокиэта) в стиле мудехар (хотя внутренне убранство капеллы представлено в готическом стиле), где похоронен архиепископ Лопе Фернандес де Луна.

### Интерьер
Готический стиль внутреннего убранства Ла Сео представлен главным алтарём и хором, созданными в XV веке. Алтарь из цветного алебастра высотой 16 метров и 10 метров в ширину считается главным шедевром поздней европейской готики. Хор, расположенный в центре собора, представляет собой пространство с 117 каменными сидениями. В XVIII веке хор был украшен позолоченной бронзовой решеткой со скульптурами Иисуса, апостолов Петра и Павла. В стиле мудехар выполнены апсиды, купол, внешняя стена и кровля погребальной капеллы святого Михаила.
В ризнице, в которую ведёт дверь в стиле мудехар с элементами ренессанса, хранятся картины художников валенсийской и арагонской школ XVII—XVIII веков. Там же находится реликварий, дверцы которого расписаны Хосе Лусаном, учителем Франсиско Гойи, и созданная ювелиром Педро Ламайсоном между 1537 и 1541 годами дарохранительница, на работу над которой было использовано 218 килограммов серебра.
В Зале Капитула расположен созданный в 1932 году музей фламандских гобеленов. Это одна из крупнейших коллекций в мире, где представлены шестьдесят гобеленов с XV по XVIII века, что позволяет проследить этапы развития искусства гобелена.
В целом в Ла Сео расположены 28 капелл, в том числе:
- Капелла Девы Марии Белой[исп.], расположенная в левой апсиде. Деревянная барочная алтарная настава-ретабло 1647 года расписана сценами из жизни Богородицы (художник Хусепе Мартинес). На полу расположены несколько надгробных камней архиепископов Сарагосы периода XVI—XVII веков.
- Апостолов Петра и Павла, первое упоминание которой датировано 1403 годом. На алтарной картине изображена сцена Вознесения Девы Марии, деревянная алтарная настава середины XVIII века украшена рельефными изображениями сцен из жизни апостолов. В XVIII веке капелла была уменьшена (сокращена), чтобы построить ризницу.
- Святого Педро Арбуэса, выполненная в стиле исабелино. Верхняя часть капеллы расписана Франсиско Хименесом Маса[исп.] в 1655 году сценами из жизни Арбуэса. В центре под балдахином (киворием), поддерживаемым четырьмя чёрными мраморными колоннами, увенчанными фигурами добродетели, находится гробница святого, которая была перенесена в Ла Сео в 1664 году по случаю беатификации.
- Святого Августина, созданная в период между 1720 и 1722 годами. Алтарь в стиле платереско был построен для капеллы святого Иакова в 1521 году скульпторами Габриэлем Йоли[исп.] и Хилем Морланесом-младшим[исп.]. В пяти нижних нишах наставы представлены сцены из жизни Богородицы (вероятно, сделанные Йолом): Благовещение, Поклонение волхвов, Пятидесятница и Успение. В центре идёт ниша с фигурой Августина (сделанная в 1722 году взамен старой, которая была перенесена в капеллу Иакова), по бокам фигуры апостола Варфоломея (Йоли) и Амвросия Медиоланского (Морланес). В следующем ряду сцена Крещения Христа (Морланес) и святой Иоаким с маленькой Девой Марией на руках, в центре медальон с Богородицей и младенцем. Венчает алтарь сцена объятия у Золотых ворот.
- Домингито де Валя, созданная путем слияния капелл Святого Духа и Корпуса Кристи в 1671 году. Настава из гипса и позолоченного дерева на мраморном пьедестале была создана в 1700 году в стиле чурригереско. Основным (доминирующим) элементом наставы является скульптура распятого Домингито в одежде церковного хора, по бокам от него расположены фигуры Франциска Ксаверия и Игнатия де Лойолы. Венчает наставу изображение Девы Марии Гваделупской.
- Капелла архангелов Михаила, Гавриила и Рафаила, также просто капелла Сан-Мигель (святого Михаила) была построена 13 октября 1569 года. Строительство было проспонсировано сарагосским торговцем Габриэлем Сапортой[исп.], который хотел устроить свою погребальную капеллу[4]. Однако от его саркофага сохранились только крышка и бронзовая табличка с теснённым портретом Сапорты, которые выставлены в музее Капитула. Построенный в 1570 году настав выполнен в стиле платереско, с чёрным мраморным пьедесталом и полихромным декором из штукатурки, имитирующим более дорогостоящие материалы. В центральной нише размещены алебастровые фигуры трёх апостолов, торжествующих над демонами. Слева от них Франциск Ассизский и Габриэль, справа — святые Иероним Стридонский и Гильермо Бургосский. Венчает настав композиция Петром и Павлом, позади которых видна Голгофа. По бокам фигуры Луции Сиракузской и Аполлонии Александрийской.

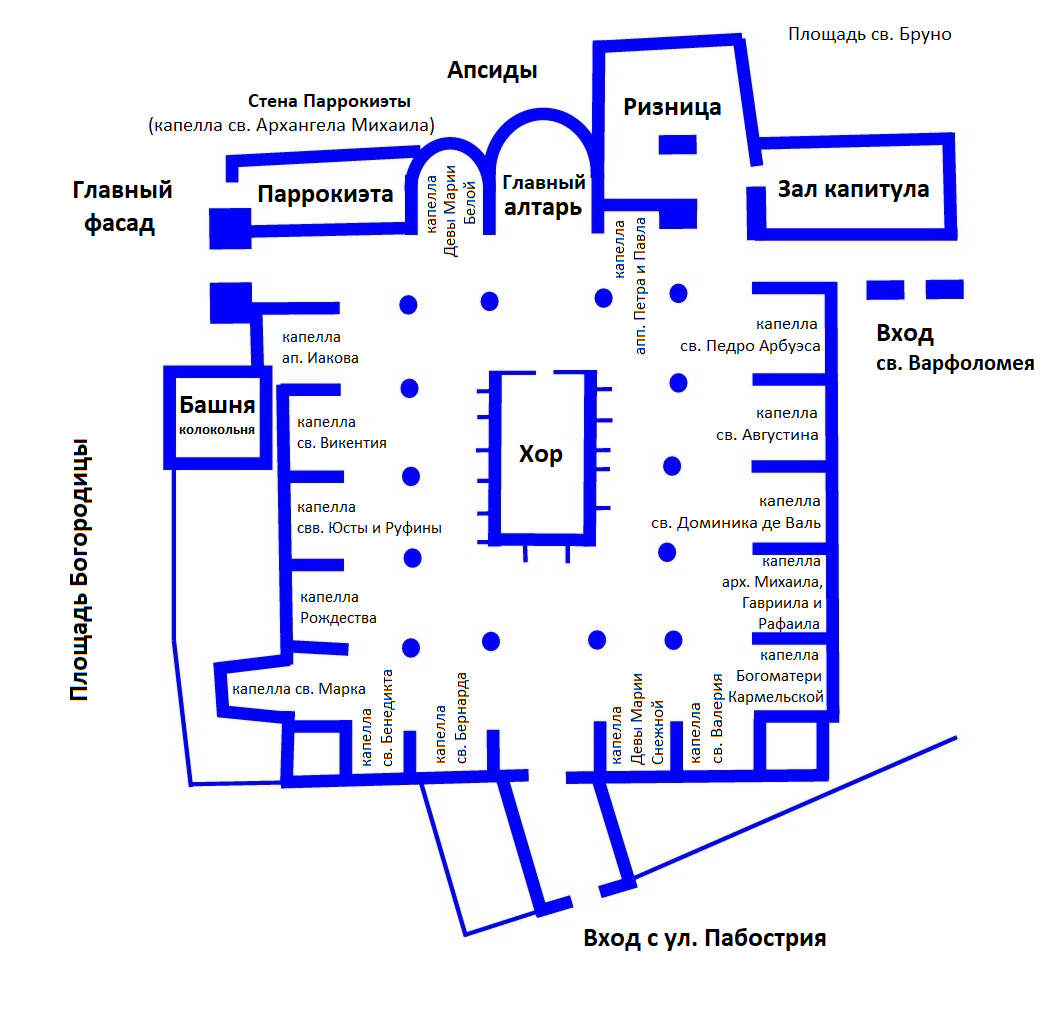
План-схема собора Ла Сео.

- Капелла Елены Равноапостольной, Богоматери Кармельской или Святого таинства была преобразована между 1637 и 1646 годами по приказу дона Франсиско Линьяна. Капелла выполнена в стиле протобарокко (без излишних украшений). Большинство изображений принадлежит итальянскому художнику Франческо Лупичини[исп.], такие как сцены из жизни святой Елены, распятие и снятие с креста Иисуса, стигматы святого Франсиска, Екатерина Сиенская, и другие. Возглавляет настав скульптура Богоматери Кармельской XVIII века.
- Капелла святого Валерия, епископа и покровителя Сарагосы, была устроена в конце XVII века. В центральной части настава расположена фигура главы столичного совета (исп. Cabildo metropolitano), по бокам от которой апостолы Пётр и Павел. Росписи изображают сцены из жизни мучеников Валерия, его ученика Викентия и Лаврентия Римского. На двух больших картинах по бокам капеллы изображены сцена допроса Валерия и Викентия императором Диоклетианом и сцена прибытия мощей святого Валерия в Сарагосу в 1170 году.
- Капелла Девы Марии Снежной была подготовлена донной Анной Манрике, графиней Пуньонростро (исп. doña Ana Manrique, condesa de Puño-en-rostro), в качестве погребальной капеллы для её брата, архиепископа Педро Манрике[исп.], умершего в 1615 году. Настав в позднем готическом стиле впоследствии был дополнен несколькими картинами Франсиско Хименеса Маса[исп.], таких как основание церкви Девы Марии Зимней на Эсквилинском холме в Риме или Доминика де Валя.
- Святого Бернарда, созданная по приказу архиепископа Эрнандо Арагонского[исп.] в качестве семейного пантеона для самого епископа и его матери, донны Анны Гурреа. Центральный алтарь, посвященный святому Бернарду, был сделан скульптором Педро Морето[исп.][4]. Между алтарём и двумя мавзолеями расположены статуи королей Арагона, от Хуана I до Фердинанда Католика и Карлоса I.
- Капелла Святого Бенедикта была создана архиепископом Эрнандо для своих слуг и открыта 4 августа 1557 году. В 1762 году капелла была отремонтирована по настоянию баронессы Сангаррен, отчего изначальный алтарный настав в стиле ренессанс, сделанный Херонимом Косида[исп.] в 1552 году, был утрачен. В настоящее время настав капеллы святого Бенедика практически не имеет декоративных элементов, как было в самых первых капеллах собора.
- Капелла Святого Марка была преобразована в начале XVIII века в памятник Великого четверга. Настав в стиле чурригереско, созданный в 1711 году, изображает сцены из книги «Семи печатей», содержит бюсты Иоанна Евангелиста и Девы Марии, венчает всё образ Бог Отца. В связи с преобразованием сам алтарь был удалён, а памятник скрыт занавеской.
- Рождества Христова. Основана 27 июля 1584 года идальго Херонимо Феррером Сердань как семейный пантеон. После его смерти работу над капеллой продолжила его жена, Анна Клаверо. Нижняя часть стен капеллы покрыта изразцами из муэльской керамики[исп.]. Роспись настава сделана Роландом Мойсом[исп.] и Херонимом Мора[исп.].
- Святых Юсты и Руфины[исп.]. Была основана в 1643 году арагонским инквизитором доном Матео Вирта де Вера, намеревавшимся устроить в капелле семейный пантеон. Работы проводились до 1644 года. С течением времени капелла была унаследована графами Гуара[исп.], а затем герцогами Вильяэрмоса, которые использовали капеллу для тех же целей. Картины и роспись выполнены Хуаном Гальваном.
- Святого Викентия Сарагосского, основанная в 1719 году. Барочный портал украшен цветочными мотивами и ангелами. Перед пилястрами установлены большие скульптуры святых Георгия и Маврикия. На изображениях присутствуют святые Викентий, Стефан Первомученик и Лаврентий Римский. Над барочным золочённым алтарем возвышается скульптура, созданная Карлосом Саласом[исп.] около 1760 года.
- Святого Иакова, перестроенная архиепископом Антонио Ибаньесом де ла Рива Эррера[исп.] под погребальную капеллу. В результате элементы старой капеллы стиля ренессанс были ликвидированы, новая капелла была построена в стиле барокко. Гипсовый портал, установленный на мраморную основу и сделанный в 1700 году, является самым внушительным в соборе. Барочный балдахин на четырёх колоннах напоминает киворий Бернини в Соборе Святого Петра. Возвышающейся над ним статуе апостола Иакова приписывают авторство Хиля Морланеса-младшего[исп.]. Как и первый алтарь (который сейчас находится в капелле Святого Августина), она была изготовлена около 1521 года.

Наставы алтарей собора Ла Сео
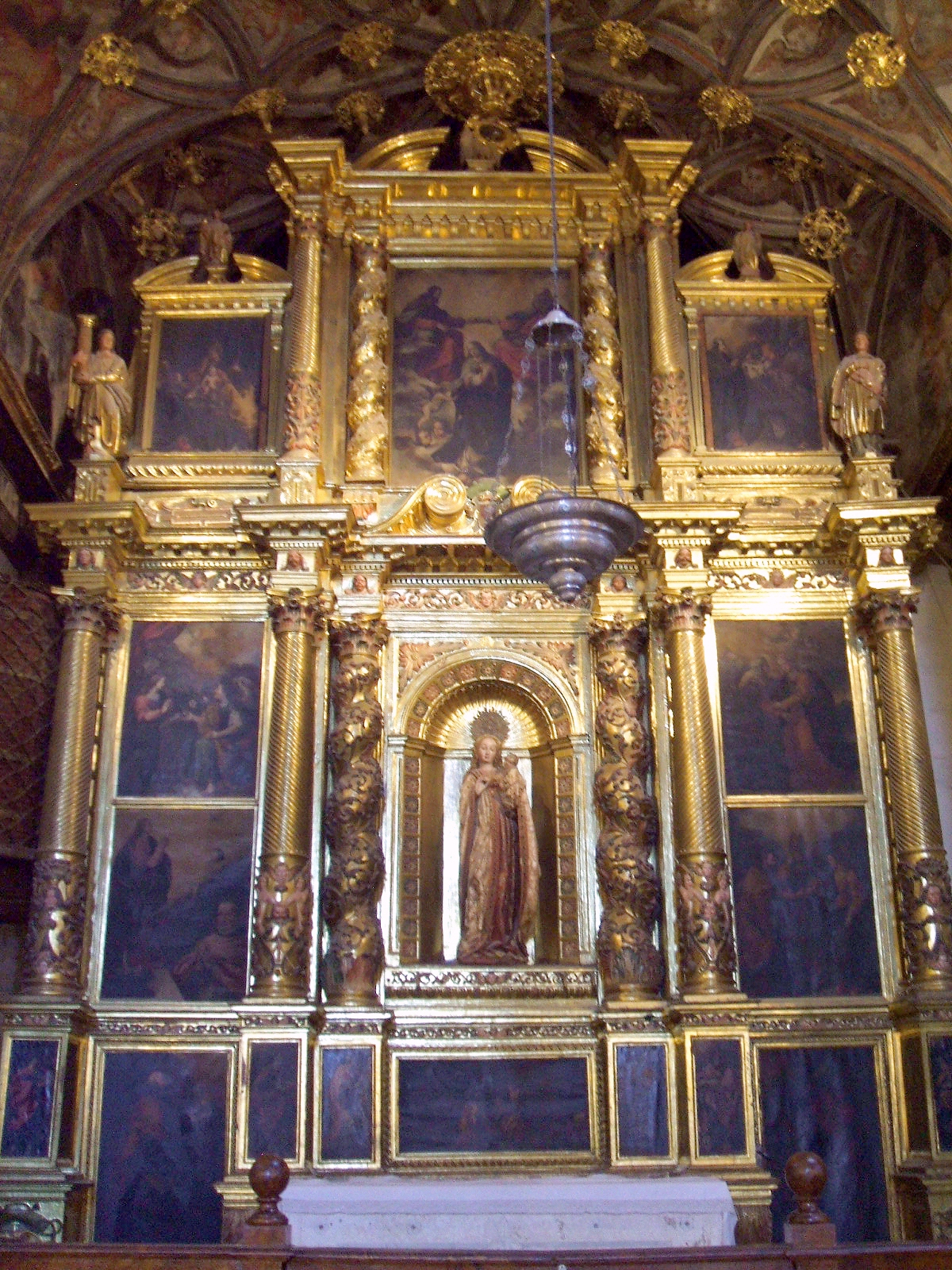
Девы Марии Белой
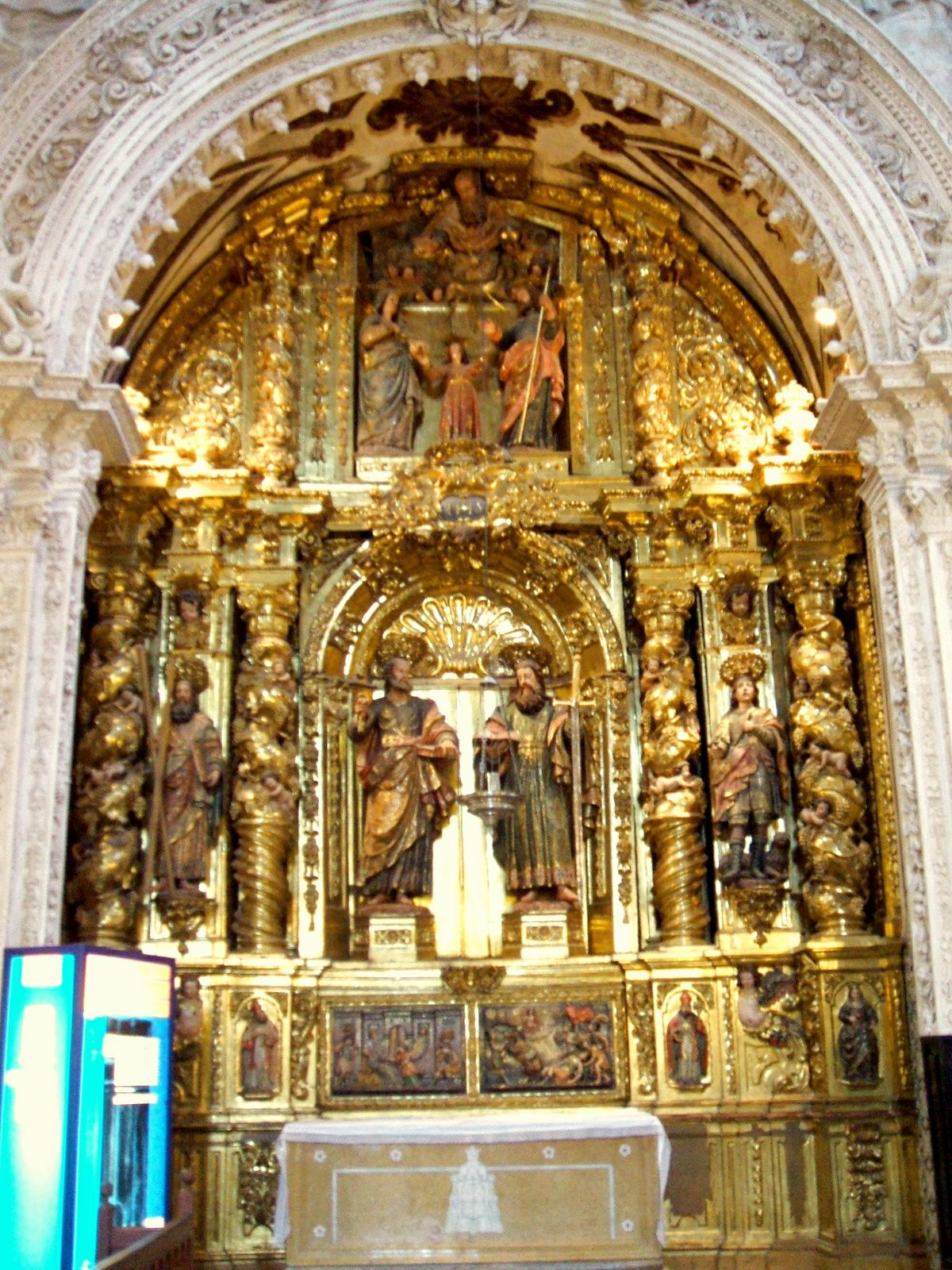
Петра и Павла
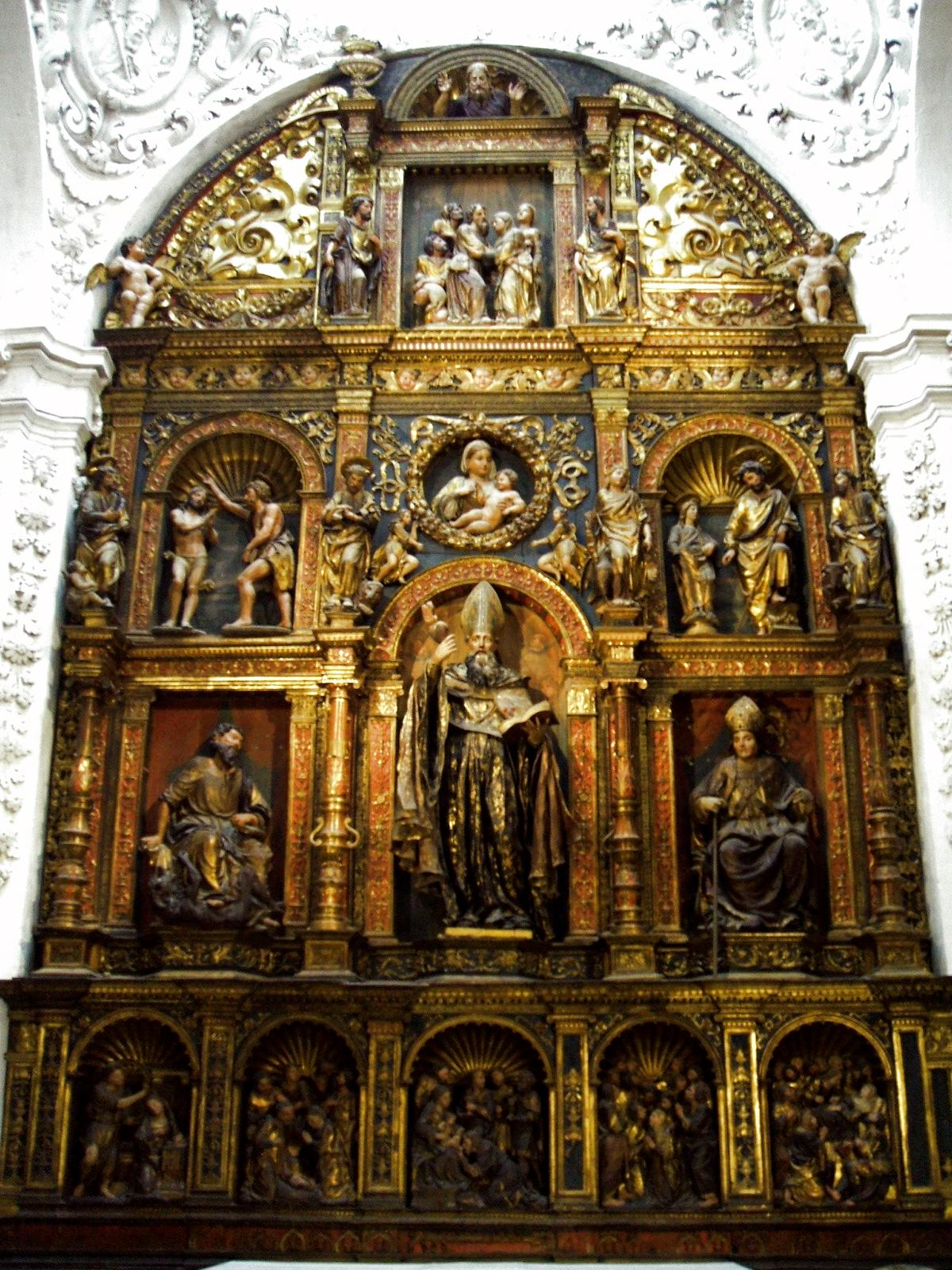
Августина
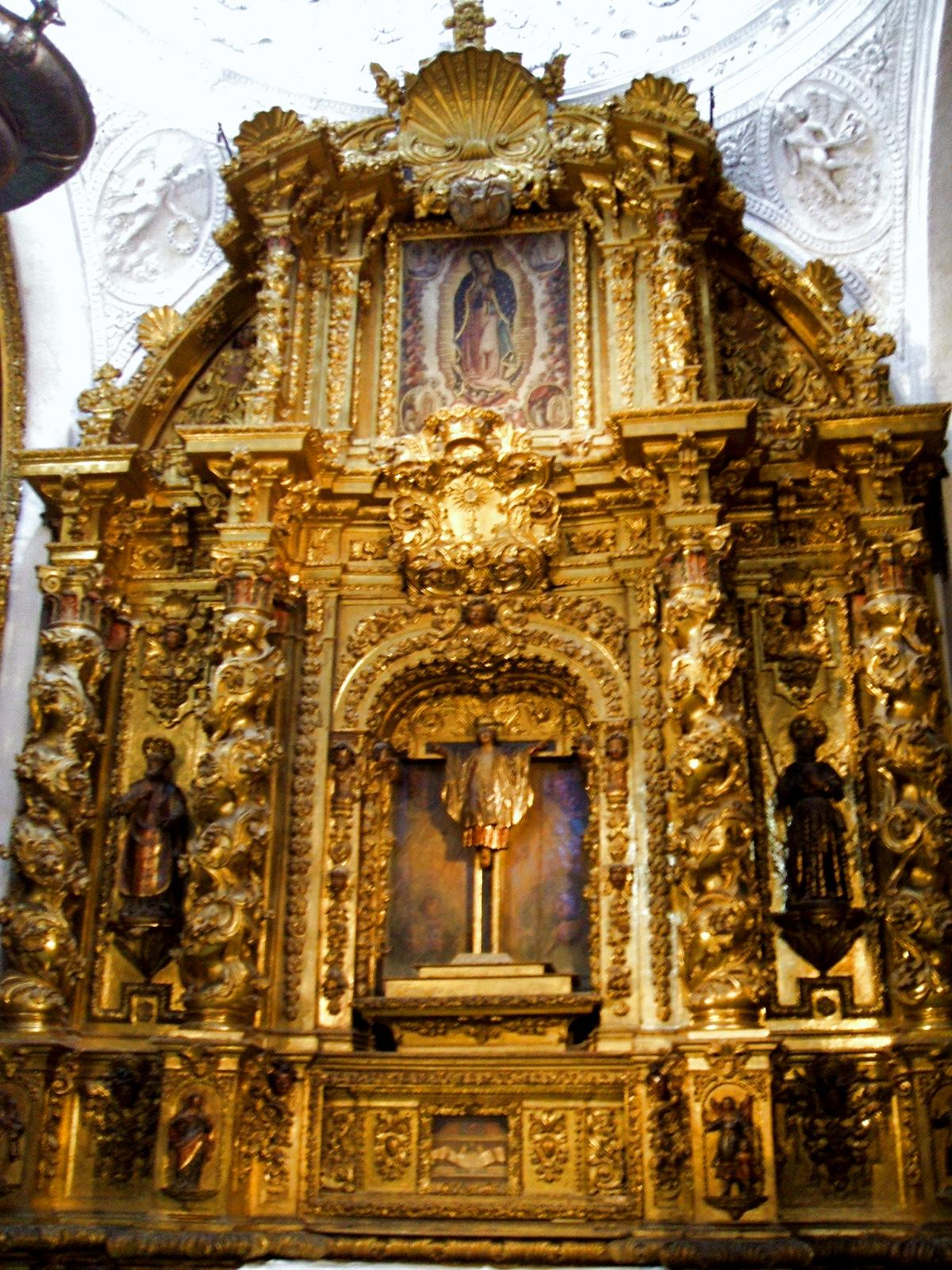
Доминика де Валя
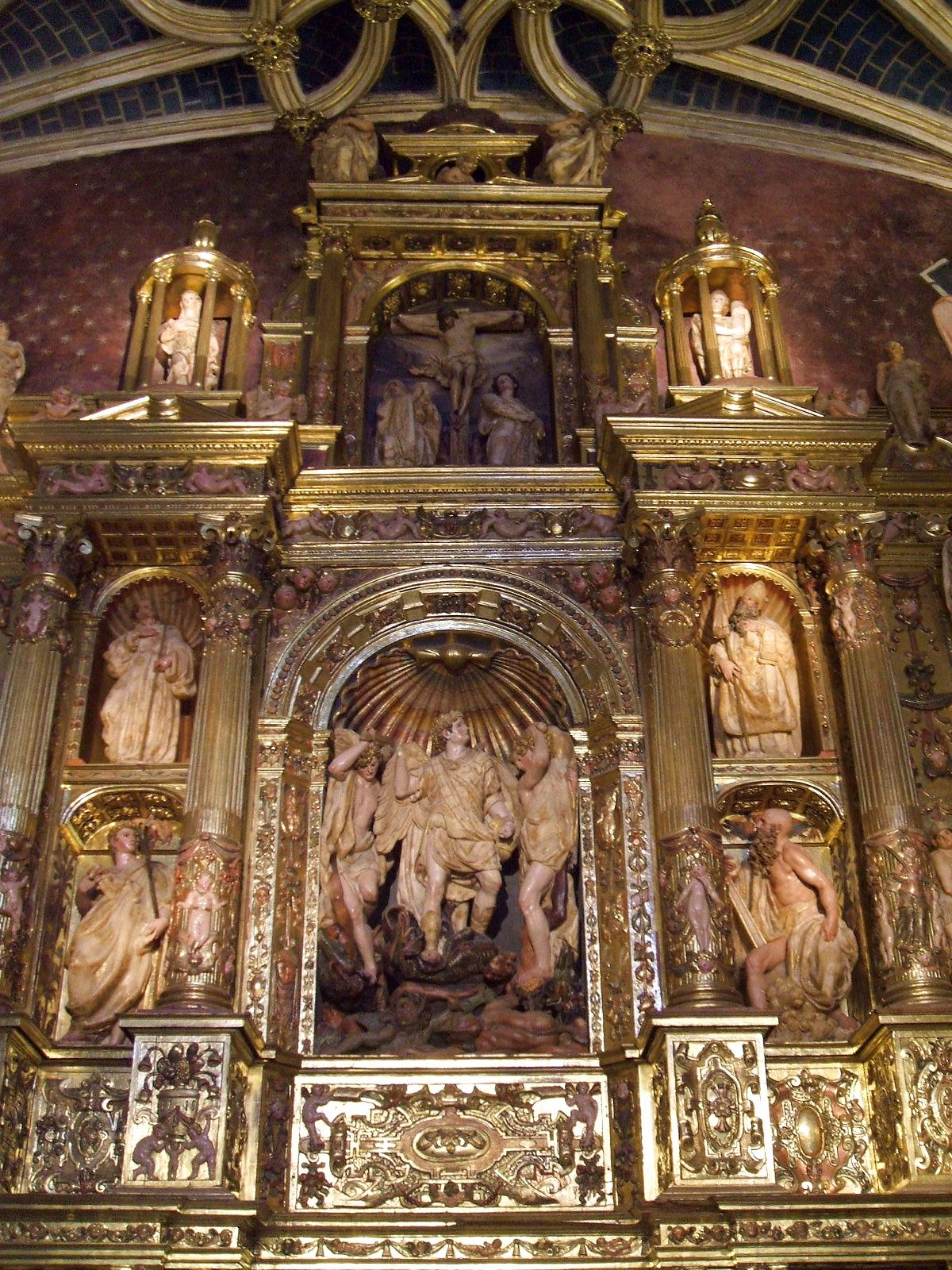
Михаила, Гавриила и Рафаила
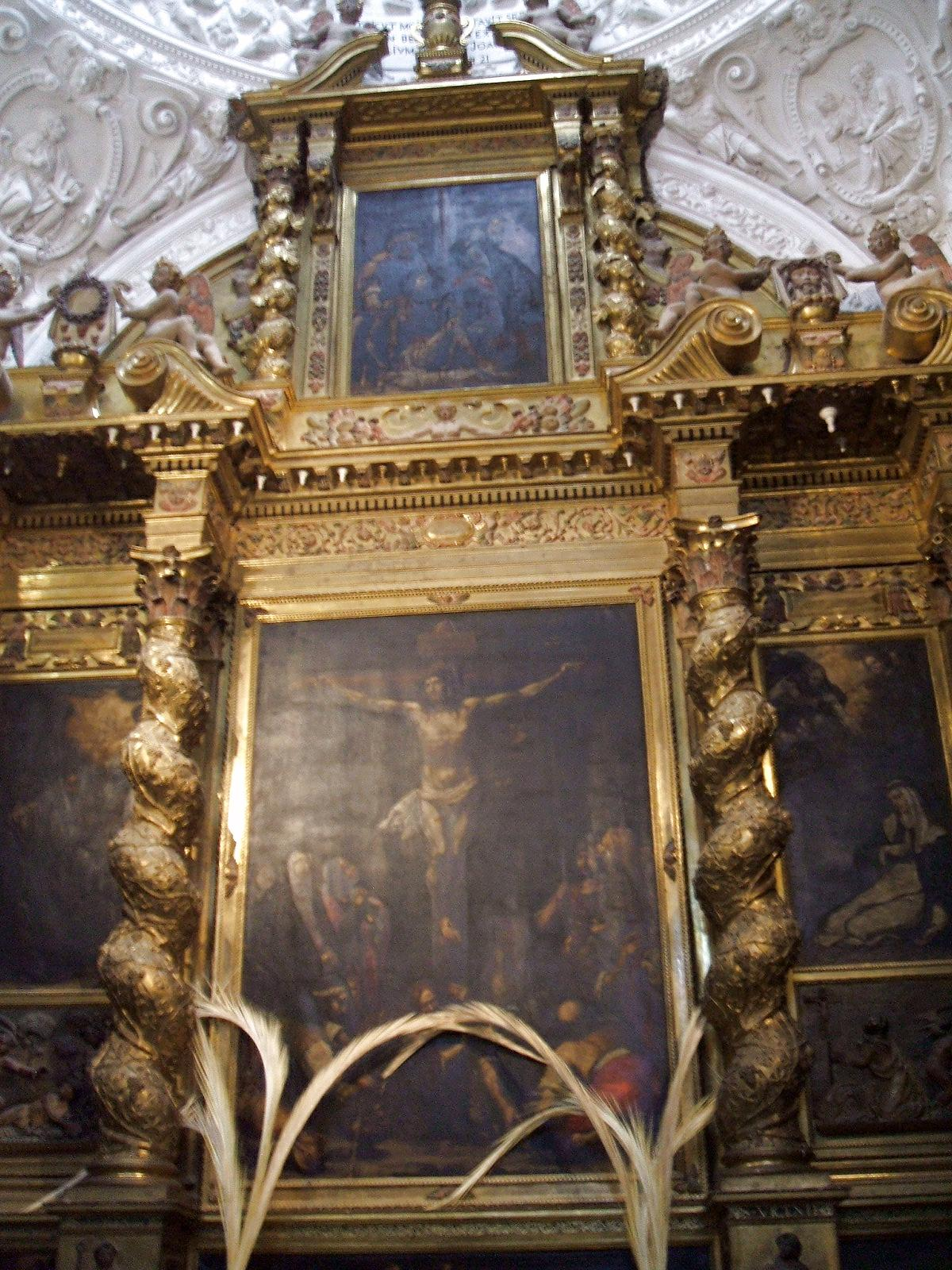
Богоматери Кармельской
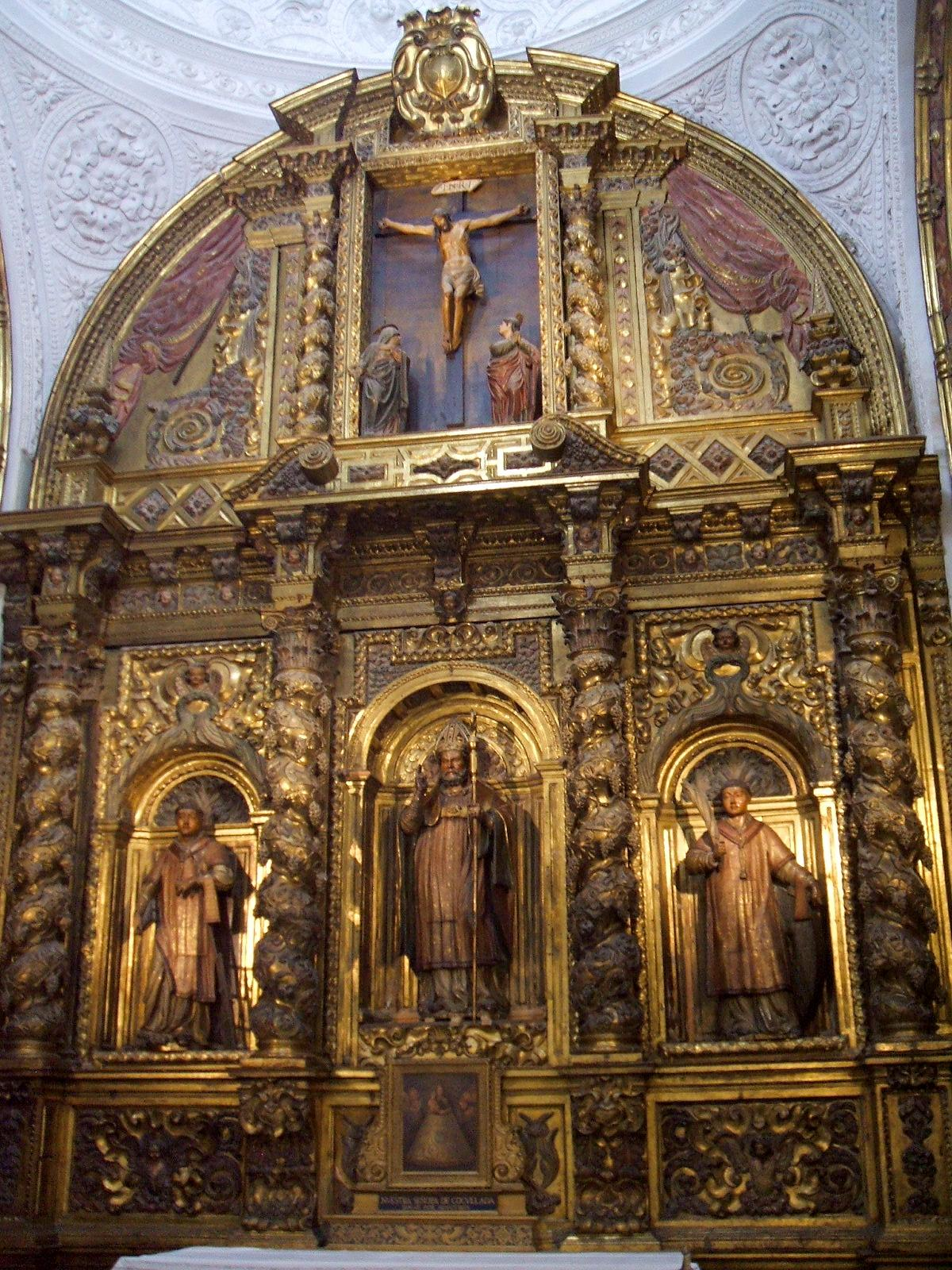
Валерия
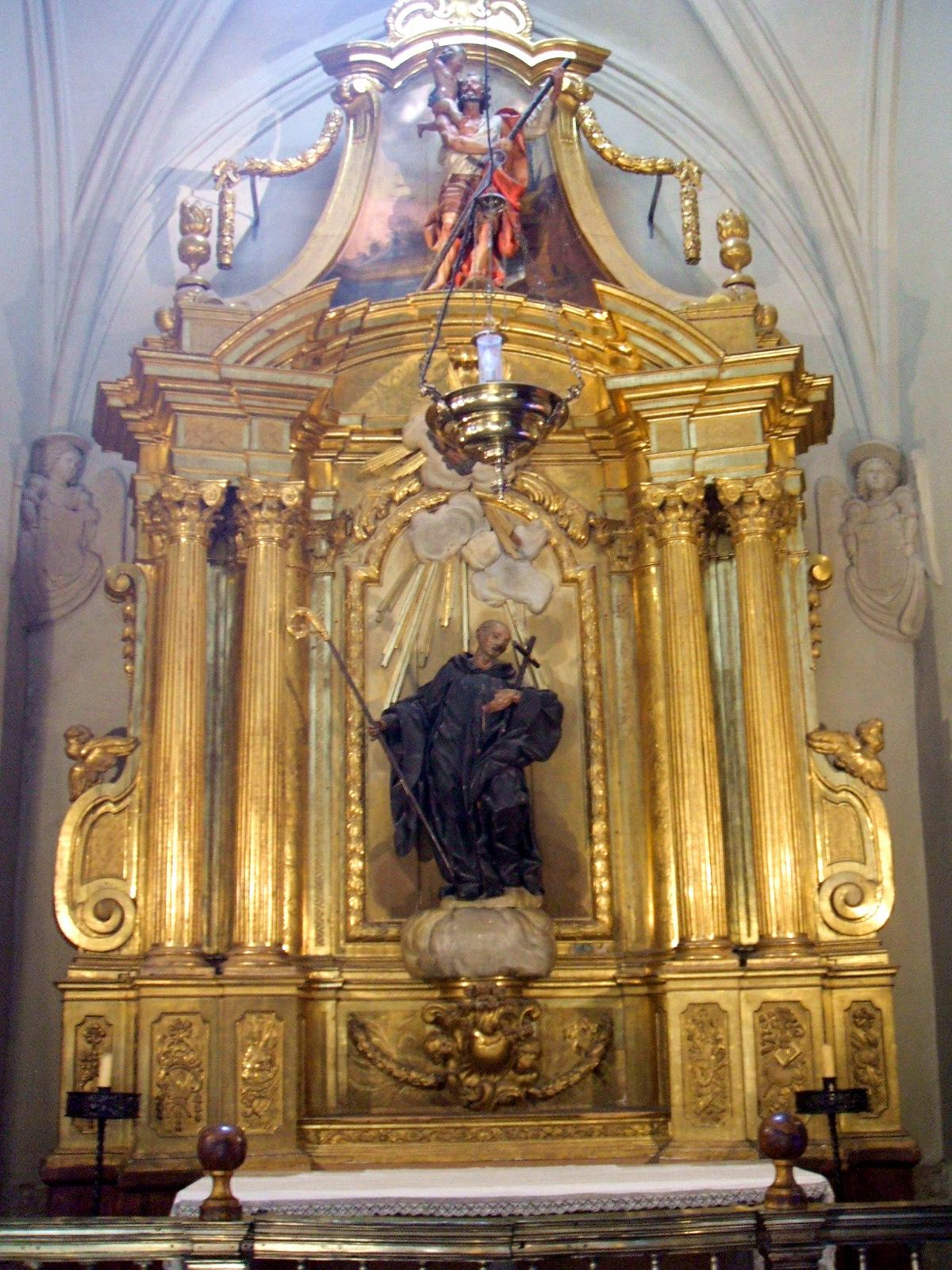
Бенедикта
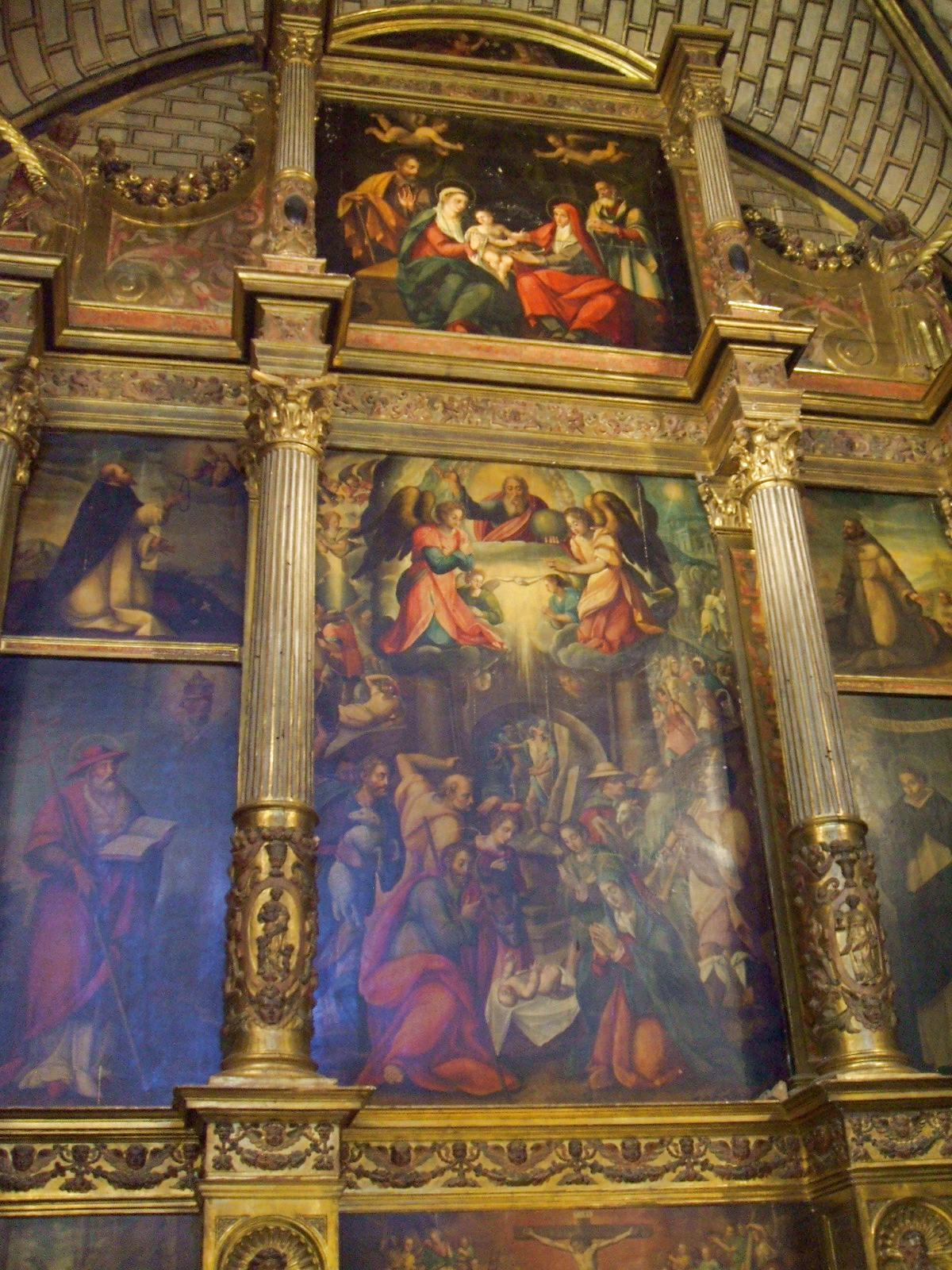
Рождества
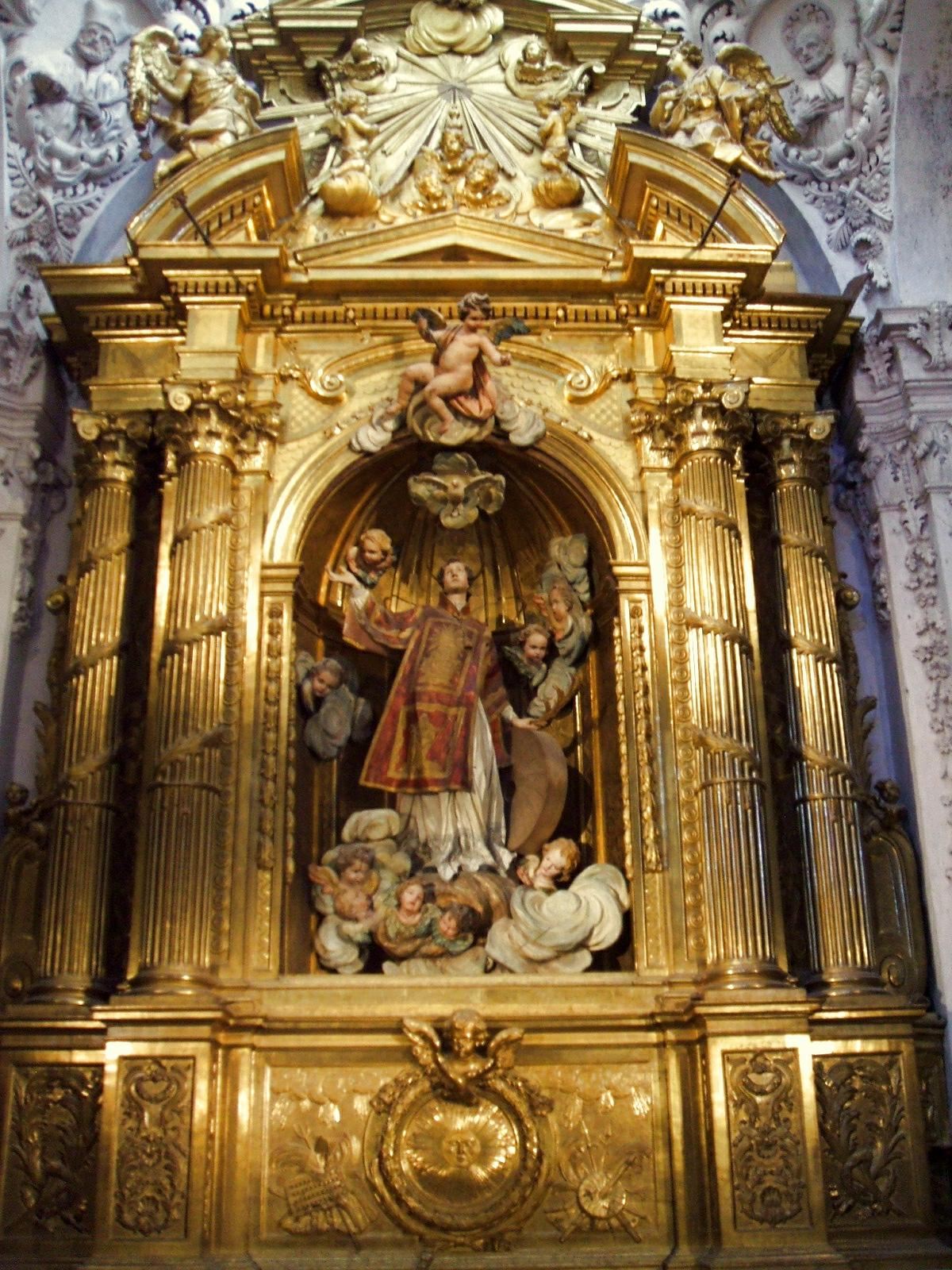
Викентия

## Достояние
С 1998 года собор Ла Сео как памятник архитектуры в стиле мудехар входит в список Всемирного наследия ЮНЕСКО.